# Велья (приток Волхова)
Велья (устар. Велия) — река в России, протекает по Чудовскому району Новгородской области и Киришском районе Ленинградской области. Устье реки находится в 91 км по правому берегу реки Волхов в городе Кириши. Длина реки составляет 20 км, площадь водосборного бассейна 91,3 км².
На левом берегу реки стоит деревня Велья Грузинского сельского поселения.

## Данные водного реестра
По данным государственного водного реестра России относится к Балтийскому бассейновому округу, водохозяйственный участок реки — Волхов, речной подбассейн реки — Волхов. Относится к речному бассейну реки Нева (включая бассейны рек Онежского и Ладожского озера).
Код объекта в государственном водном реестре — 01040200612102000019391.